# Tholera cespitis
Tholera cespitis là một loài bướm đêm trong họ Noctuidae.

## Hình ảnh

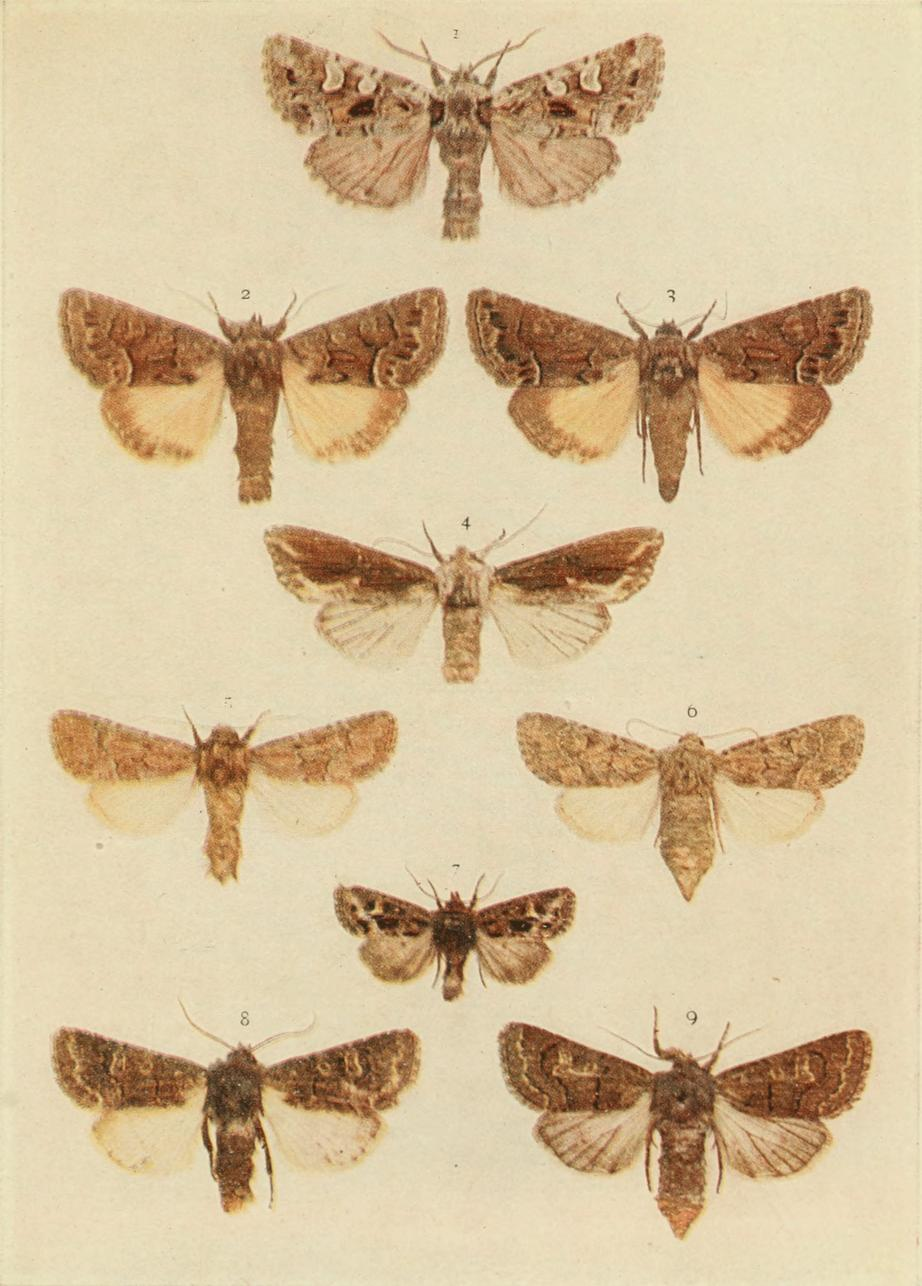